# Stazione di Bracciano

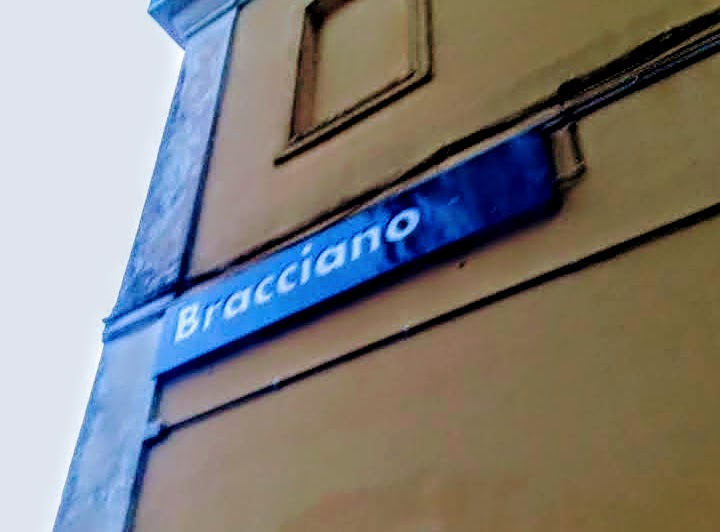
Insegna della stazione di Bracciano

La stazione di Bracciano è una delle stazioni ferroviarie a servizio del comune di Bracciano. La stazione è ubicata lungo la ferrovia Roma-Capranica-Viterbo ed è servita dalla linea regionale FL3 (FL3).
La gestione degli impianti è affidata dal 2001 a Rete Ferroviaria Italiana (RFI) controllata del Gruppo Ferrovie dello Stato.
La stazione si trova in via Odescalchi in quanto il Principe Odaleschi autorizzò, ai tempi della realizzazione della ferrovia, il passaggio della strada ferrata nei suoi terreni; in questo modo Bracciano poté avere una stazione ferroviaria proprio nel paese anziché distante oltre un chilometro come era previsto nel progetto iniziale, in zona Cappuccini.

## Storia
La stazione venne aperta il 29 aprile 1894 contestualmente all'attivazione della ferrovia Roma-Capranica-Viterbo. 
nel 1999 partirono i cantieri per l'ampliamento dei parcheggi circostanti alla stazione, era previsto nel progetto iniziale anche la realizzazione di un sottopassaggio per accedere direttamente alle banchine del treno, non fu realizzato per mancanza di fondi.

## Struttura e impianti

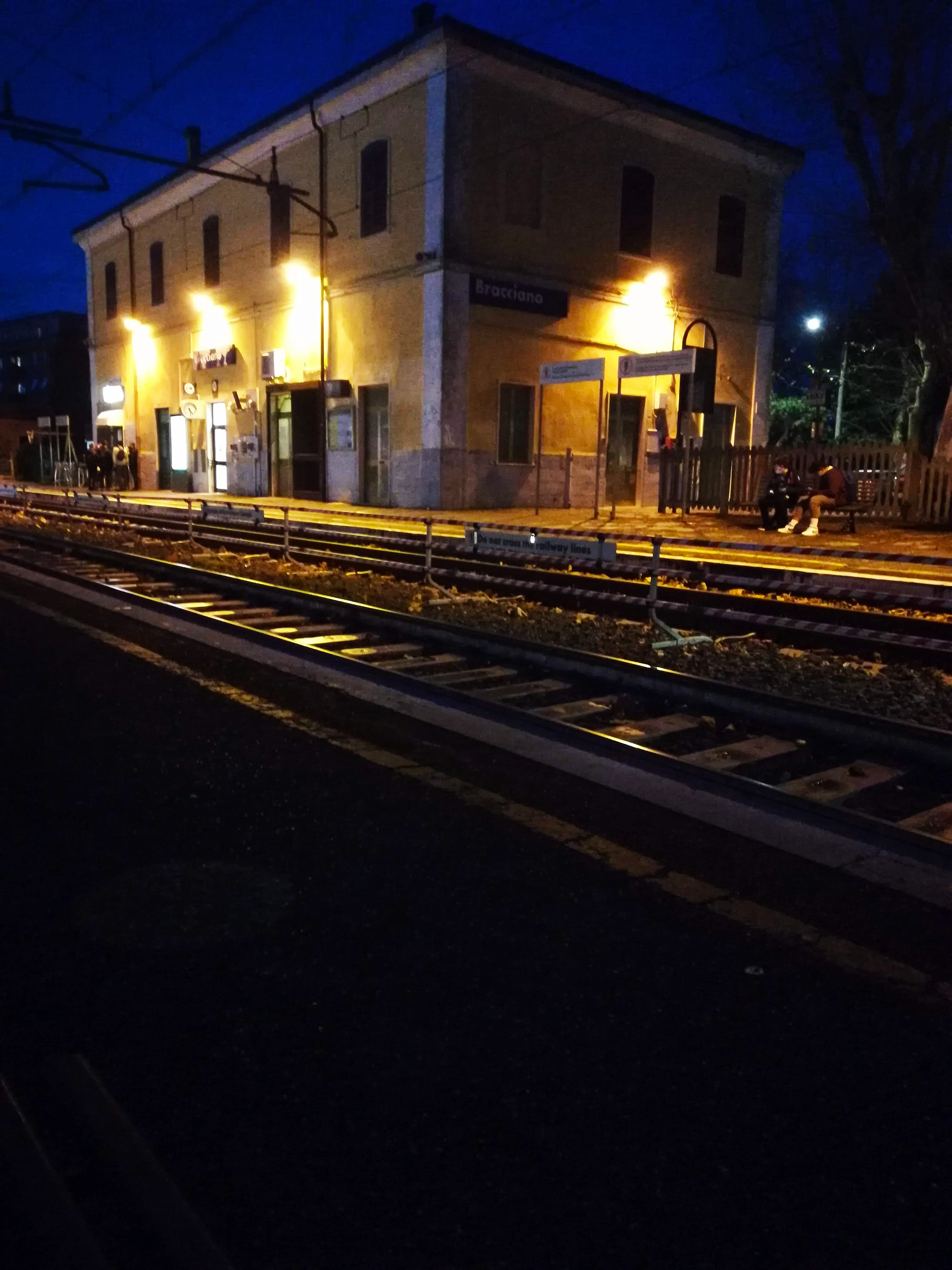
Visuale dalla banchina dei binari 2-3

Il fabbricato viaggiatori si compone di due livelli ma soltanto il piano terra è aperto al pubblico. L'edificio è in muratura ed è tinteggiato di giallo. La struttura si compone di cinque finestre a centina al primo piano, mentre il piano terra dispone di tre porte rettangolari ed una finestra.
La stazione disponeva di uno scalo merci con annesso magazzino: nel 2010 lo scalo è stato smantellato mentre il magazzino è stato convertito a deposito. L'architettura del magazzino è molto simile a quella delle altre stazioni ferroviarie italiane.
La pianta dei fabbricati è rettangolare.
Il piazzale è composto da quattro binari; il binario 2 è di corsa mentre gli altri binari vengono utilizzati per gli incroci e le eventuali precedenze fra i treni (la linea infatti è a binario unico) o per il ricovero dei mezzi aventi come capolinea questa stazione. La stazione è dotata anche di un tronchino direzione Viterbo per il ricovero di mezzi.
Tutti i binari, ad eccezione del binario 4, sono dotati di banchina collegati fra loro da una passerella in plastica.

## Movimento
Il servizio passeggeri è svolto da Trenitalia nell'ambito del contratto di servizio stipulato con la Regione Lazio. I treni sono di tipo regionale e la tipica offerta nelle ore di morbida dei giorni lavorativi è di un treno ogni 30 minuti per Roma Ostiense e un treno ogni ora per Viterbo.
In totale sono circa sessantasei i treni che effettuano servizio in questa stazione e le loro principali destinazioni sono: Roma Ostiense e Viterbo Porta Romana.
Il servizio merci, pur avendo avuto un notevole successo prima della seconda guerra mondiale, si avviò ad un lento declino fino agli anni ottanta del secolo scorso quando lo stesso cessò.

## Servizi
La stazione offre i seguenti servizi:
- Biglietteria a sportello (chiusa, smantellata internamente[senza fonte])
- Biglietteria automatica
- Sala di attesa
- Servizi igienici
- Bar

## Interscambi
- Stazione taxi
- Fermata navette TPL (gestite da Cilia S.R.L. - Gruppo RATP)

Le principali direttrici delle autolinee interurbane Cotral sono Roma Saxa Rubra, Anguillara, Bassano Romano, Manziana, Oriolo Romano, Cerveteri, Vejano, Canale Monterano e Trevignano Romano.